# IC 2795
IC 2795 је елиптична галаксија у сазвјежђу Лав која се налази на листи објеката дубоког неба у Индекс каталогу.
Деклинација објекта је + 12° 8' 8" а ректасцензија 11h 24m 4,0s. Привидна величина (магнитуда) објекта IC 2795 износи 16,9 а фотографска магнитуда 17,9. IC 2795 је још познат и под ознакама NPM1G +12.0273, PGC 1404358.